# Cecilia de Normandía
Cecilia de Normandía (Normandía, Francia, c. 1056-Caen, Normandía, Francia, 30 de julio de 1126) fue una princesa de Inglaterra, hija de Guillermo I de Inglaterra y Matilde de Flandes. Era la tercera hija del matrimonio y la segunda de sexo femenino.
Siendo joven, entró en la Abadía de las damas de Caen por deseo de sus padres. En 1120 fue nombrada abadesa. Tras su muerte, fue enterrada en la Iglesia abacial de la Trinidad.